# Igor Alexandrowitsch Netto

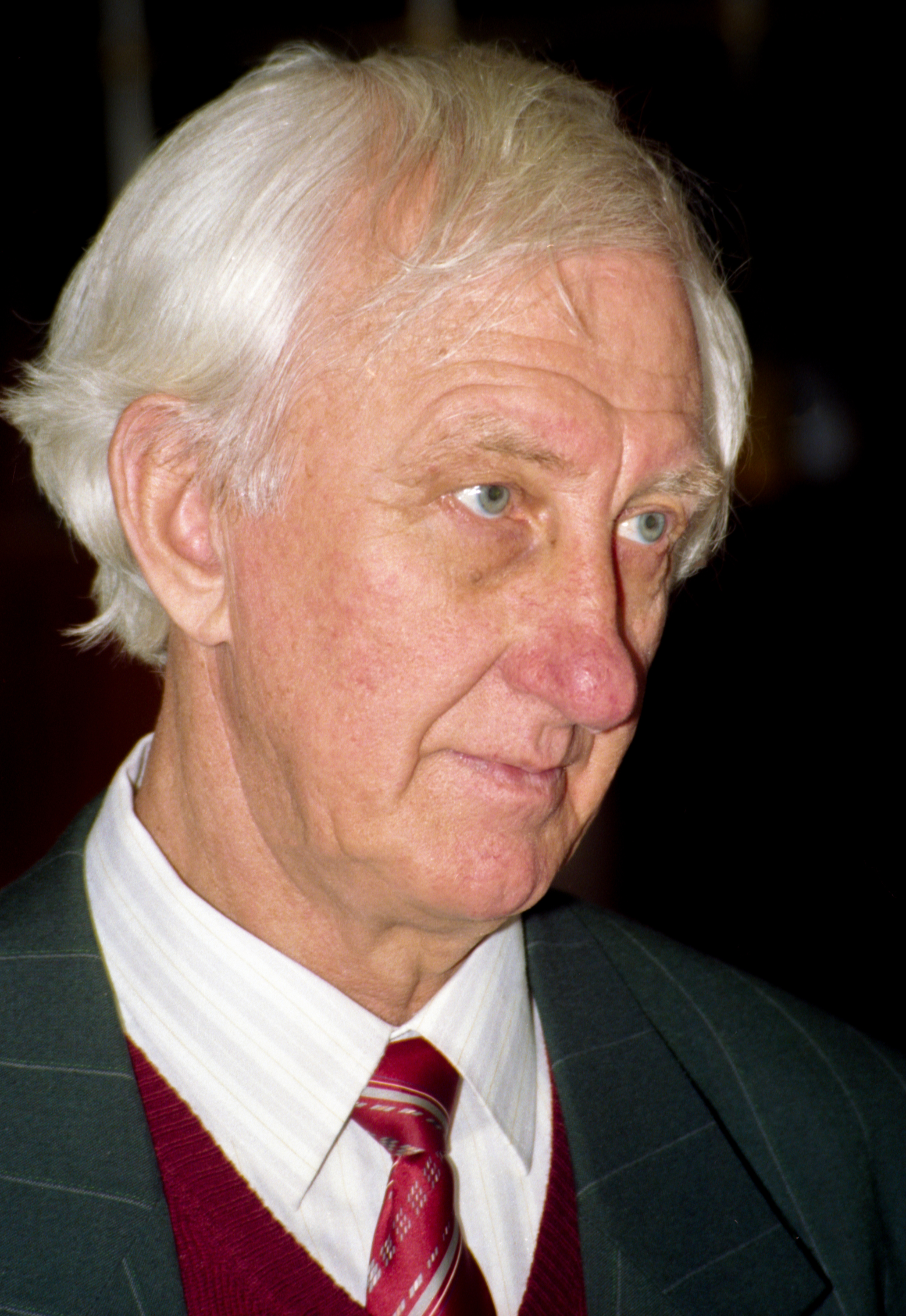
Igor Netto (1997)

Igor Alexandrowitsch Netto (russisch Игорь Александрович Нетто; * 9. Januar 1930 in Moskau; † 30. März 1999 ebenda) war ein sowjetischer Fußballspieler.
Der elegante Halbstürmer oder linke Außenläufer spielte bei Spartak Moskau, bestritt für diesen Verein 367 Ligabegegnungen und erzielte darin 37 Treffer. Mit Spartak wurde er fünfmal Landesmeister (1952, 1953, 1956, 1958, 1962) und dreimal Pokalsieger (1958, 1963, 1965). Im Jahr 1966 beendete er seine aktive Laufbahn.
In die Nationalelf der UdSSR wurde Netto 54 Mal berufen, schoss vier Tore und war zwischen 1954 und 1963 auch ihr Mannschaftskapitän. Bei den Olympischen Spielen 1956 führte er sein Team zum Gewinn der Goldmedaille; zudem war er auch WM-Teilnehmer 1958 (wo er aus Verletzungsgründen allerdings nur ein Spiel bestreiten konnte) und 1962 (Erreichen des Viertelfinals). Mit der UdSSR gewann er außerdem den Titel bei der ersten Fußball-Europameisterschaft 1960.
1957 wurde Igor Netto mit dem Leninorden ausgezeichnet. Nach seinem Karriereende wurde er Trainer, allerdings nicht beim Fußball, sondern in seiner „zweiten großen Liebe“, dem Eishockey.

## Erfolge
- Goldmedaille bei den Olympischen Sommerspielen 1956
- Goldmedaille bei der Europameisterschaft 1960
- Sowjetischer Meister: 1952, 1953, 1956, 1958, 1962
- Sowjetischer Pokalsieger: 1950, 1958, 1963